# Давид (Микеланджело)
Давид (итал. David) — мраморная статуя работы выдающегося итальянского скульптора Высокого Возрождения Микеланджело Буонарроти, впервые представленная публике на площади Синьории во Флоренции 8 июня 1504 года.
Изваяние ветхозаветного героя было воспринято в качестве символа свободолюбия и борьбы за независимость Флорентийской республики. Это одна из вершин искусства Итальянского Возрождения. Высота статуи 410 см (вместе с пьедесталом 517 см). В настоящее время оригинал находится в Академии изящных искусств во Флоренции. На площади города установлена копия.

## История создания статуи
История статуи восходит к периоду кватроченто, середине XV века, когда консулы (consoli) гильдии торговцев шерстью (итал. Arte della Lana), на которую жители города возложили надзор за украшением соборного храма Санта-Мария-дель-Фьоре (l’Opera del Duomo), выступили с предложением украсить здание скульптурами, изображающими персонажей Священного писания. Контракт на создание статуй с лучшими скульпторами Флоренции был заключён Попечительским советом по строительству Собора, согласно которому шестнадцать статуй должны быть установлены по периметру основания будущего купола (по две у каждого из восьми рёбер; в иной версии — на контрфорсах апсиды собора). Поэтому к изображениям двенадцати апостолов добавили образы ветхозаветных героев и пророков.
В 1410 году Донателло создал уменьшенную модель (modello) первой из статуй — Иисуса Навина из терракоты. Фигурка Геркулеса, также выполненная из терракоты, была заказана в 1463 году флорентийскому скульптору Агостино ди Дуччо и, возможно, была создана под руководством Донателло. В следующем году Попечительский совет заключил контракт с Агостино на создание скульптуры Давида. Для последней, изображения Давида, или «пророка» (Бальдини), из Каррары во Флоренцию была доставлена огромная глыба мрамора. После смерти Донателло в 1466 году Агостино прекратил работу, едва принявшись за обтёсывание ног фигуры. Контракт с ним был расторгнут и 6 мая 1476 года передан Антонио Росселлино. Камень остался во дворе Попечительского совета. Вскоре после этого контракт с Росселлино также был расторгнут, и лежащий горизонтально мраморный блок, прозванный «гигантом» (il Gigante), оставался заброшенным во дворе соборной мастерской в течение двадцати шести лет, всё это время подвергаясь воздействию атмосферных осадков. Это беспокоило совет, поскольку такой большой кусок мрамора не только был дорогостоящим, но и потребовал больших затрат при его транспортировке во Флоренцию.
По сообщению Джорджо Вазари, гонфалоньер города Пьеро Содерини «предлагал послать за советом к Леонардо да Винчи, но ни у кого не хватало смелости взяться за испорченную глыбу мрамора, худо размеченную и отёсанную». В этой глыбе «было девять локтей, и на беду некий мастер Симоне да Фьезоле начал в ней высекать гиганта, но так плохо, что продырявил ему ноги, испортил всё и изуродовал». Попечители собора, не заботясь об окончании статуи, забросили эту глыбу. Микеланджело принял вызов и обратился с просьбой к попечителям собора использовать камень: «всё равно пользы от него никакой нет». Он сделал восковую модель библейского героя Давида с пращой в руке «в знак того, что он защитил свой народ и справедливо им правил, так и правители города должны мужественно его защищать и справедливо им управлять». Мрамор «был иссечён и испорчен мастером Симоне так, что в некоторых местах он не подходил к замыслу Микельаньоло, и пришлось ему оставить с краёв первоначальные нарезы мастера Симоне, из коих некоторые и сейчас можно видеть; и поистине чудом было, как Микельаньоло вернул к жизни бывшее мёртвым».
Контракт с двадцатипятилетним Микеланджело, вероятно, по рекомендации Леонардо да Винчи, был подписан 16 августа 1501 года, а уже рано утром 13 сентября скульптор приступил к работе. Существует свидетельство, что Микеланджело также использовал небольшую модель, сделанную из воска, последовательно увеличивая её приёмами «измерения по точкам». Тяжёлый труд продолжался ежедневно в течение двух лет. 14 октября 1501 года Микеланджело приказал поставить «дощатую перегородку, чтобы работать без свидетелей».
23 июня 1503 года дощатая преграда была снята и зрителей пригласили полюбоваться шедевром, работа над которым близилась к завершению. 26 января 1504 года статуя была признана «почти законченной» и назначена комиссия по выбору места для её установки. К тому времени проект создания множества статуй на кровле собора был оставлен по многим причинам, одной из которых было осознание сложности поднятия на огромную высоту тяжёлой статуи. 25 января 1504 года Синьория созвала совет из тридцати флорентийских граждан, в который вошли многие художники. Только некоторые из них, во главе с Сандро Боттичелли, по-прежнему настаивали на размещении статуи близ собора. Другие, включая Джулиано да Сангалло, Пьеро ди Козимо, Андреа делла Роббиа, Симоне дель Поллайоло, Филиппино Липпи, Андреа Сансовино, Лоренцо ди Креди, согласились с мнением гонфалоньера (который, возможно, ссылался на пожелание Микеланджело) поставить скульптуру у дверей Палаццо Веккьо либо в его дворике (кортиле). Леонардо да Винчи, недооценив новаторское значение произведения Микеланджело, выступил с идеей разместить скульптуру в готической «Лоджии Орканьи» (Лоджии деи Ланци). В результате долгих споров скульптуру решено было поставить у дверей Палаццо Веккьо, где тогда находилась бронзовая группа «Юдифь и Олоферн» работы Донателло (её перенесли в Лоджию Орканьи).

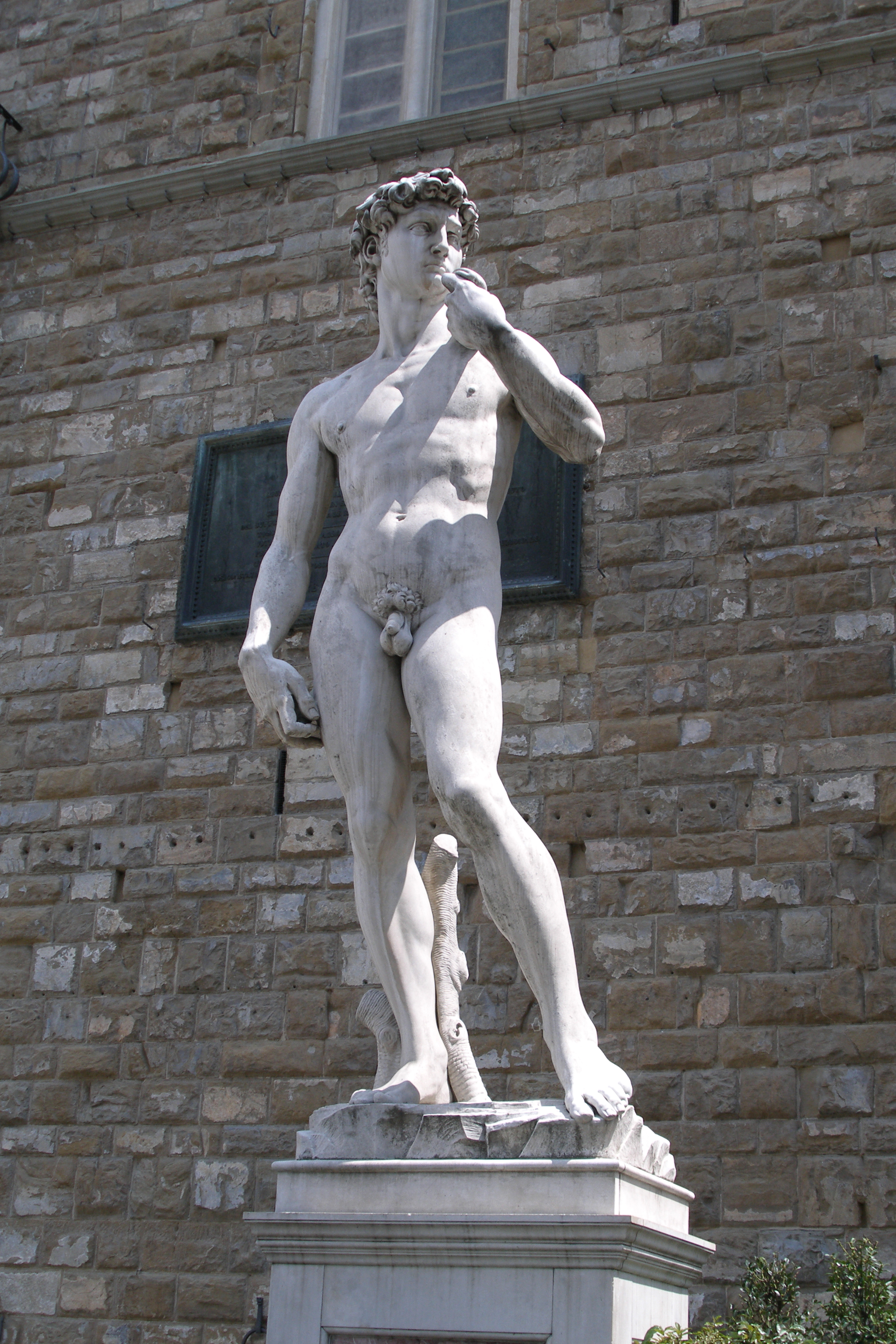
Копия статуи Микеланджело на Площади Синьории. 1910

Транспортировка статуи к стенам Палаццо Веккьо заняла четыре дня. Она была установлена 8 июня 1504 года. Огромная статуя была перевезена с участием более сорока человек, которые отвечали за буксировку и контролировали скольжение статуи внутри деревянной клетки по балкам, смазанных талым жиром. Микеланджело закончил статую на месте, вызолотив ствол дерева за правой ногой фигуры, пращу, добавив латунные гирлянды с позолоченными медными листьями, которые окружали голову наподобие победного венка, и «позолоченную набедренную гирлянду».
Статую Давида повернули в направлении на юго-запад в знак неповиновения врагам, готовым атаковать свободную Флоренцию. Рядом с Давидом должна была быть установлена другая статуя, изображающая Геркулеса, чтобы символизировать как физическую (Геркулес), так и интеллектуальную (Давид) силу флорентийцев и Синьории. Скульптура, олицетворявшая физическую силу, была заказана Микеланджело в 1505 году, который создал модель, сохранившуюся до настоящего времени во флорентийском музее Каза-Буонарроти. Но вторая скульптура так и не была сделана и только позднее эту идею осуществил Баччо Бандинелли в композиции Геркулес и Какус. За создание «Давида» Микеланджело было выплачено 400 флоринов.
26 апреля 1527 года, во время третьего изгнания Медичи из Флоренции, в городе произошли волнения и группа республиканцев, забаррикадировавшаяся в Палаццо Веккьо, чтобы защищаться от противников, бросала камни и мебель из окон. Часть предметов попала на статую Давида, вызвав серьёзные повреждения: левая рука была отбита и развалилась на три части. Джорджо Вазари и Франческо Сальвиати, преданные поклонники Микеланджело, собрали фрагменты статуи и спрятали их в доме отца Сальвиати. С возвращением в город великого герцога Козимо I Медичи была проведена реставрация, но следы повреждения видны и в наше время.
В середине 1800-х годов на левой ноге Давида были замечены небольшие трещины, которые объяснили неравномерной усадкой грунта под массивной статуей. В 1843 году была проведена неумелая реставрация с применением широко распространённого в то время радикального метода: чистка поверхности составом на основе соляной кислоты и режущих инструментов для удаления поверхностных корок. Такое вмешательство нанесло статуе серьёзный ущерб.
29 августа 1846 года литейщик Клементе Папи изготовил форму, которая послужила основой для отливки копий скульптуры из бронзы. Такая копия была установлена в 1873 году на Пьяццале Микеланджело, славящейся панорамным видом на Флоренцию.
В 1873 году во избежание порчи от воздействия осадков и выветривания статуя была перенесена в специально построенную эдикулу с верхним светом в Академии изящных искусств. Её место на площади Синьории заняла копия, изготовленная в 1910 году выигравшим конкурс на эту работу Луиджи Арригетти.

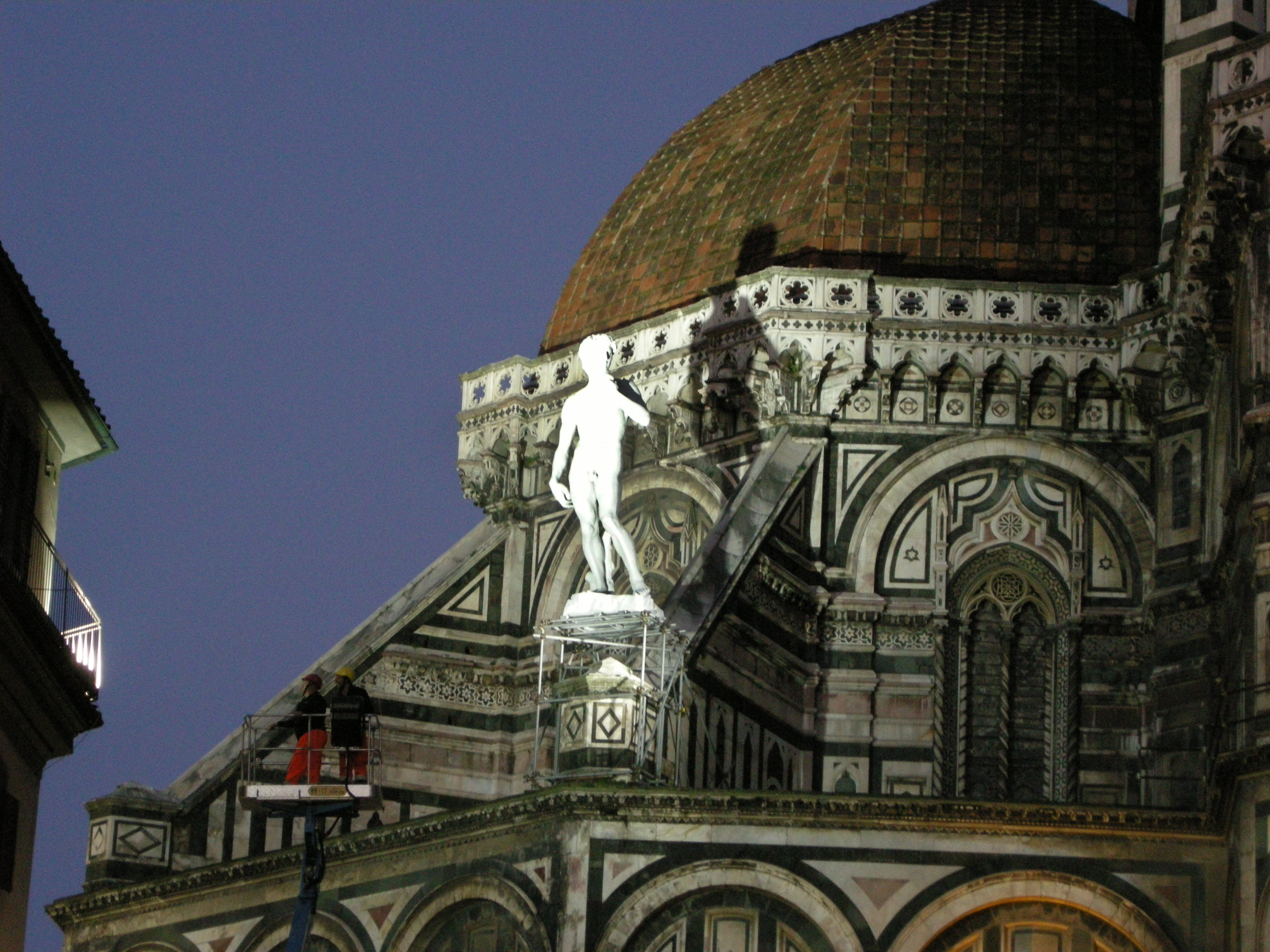
Демонстрация стекловолоконной реплики статуи на контрфорсе собора Санта-Мария-дель-Фьоре 12 ноября 2010 года согласно первому проекту 1410 года

В 1991 году художник Пьеро Канната, которого позднее признали невменяемым, атаковал статую с молотком в руках. Вандал был задержан, но успел повредить пальцы левой стопы статуи. Похожее событие произошло двадцатью годами ранее с ватиканской Пьета, также созданной Микеланджело, которую терпеливо восстанавливали.
В 2003—2004 годах оригинал Микеланджело был очищен реставраторами от накопившихся за многие годы загрязнений.
12 ноября 2010 года стекловолоконная реплика скульптуры была на один день установлена на контрфорсе Флорентийского собора, чтобы продемонстрировать, как скульптура должна была выглядеть согласно первоначальному проекту.
В 2010 году возник спор о праве собственности на статую Давида, когда на основании юридической проверки исторических документов муниципалитет Флоренции заявил о праве собственности против Министерства культуры Италии, которое оспаривало иск муниципалитета.

## Иконография и особенности образа
Статуя не предназначена для кругового обзора (у неё определённо фронтальное решение, поэтому спина фигуры не доработана). Она изображает обнажённого юношу Давида, сосредоточенного на предстоящей схватке с великаном Голиафом. В Ветхом Завете рассказано как молодой Давид, будущий царь Иудеи и Израиля, побеждает Голиафа в поединке с помощью пращи, а затем отрубает его голову мечом (1Цар. 17:49-51). Победой Давида над Голиафом началось наступление израильских и иудейских войск, которые изгнали со своей земли филистимлян (1Цар. 17:52).
До Микеланджело к этому сюжету прибегали многие живописцы и скульпторы. Наиболее известны бронзовые статуи работы Верроккьо и Донателло. Оба выдающихся флорентийских скульптора изобразили юного Давида совсем мальчиком, в момент торжества после победы над врагом. Их привлекал контраст юного тела и огромной отрубленной головы Голиафа. Андреа Верроккьо изобразил Давида как хрупкого и вместе с тем заносчивого мальчугана — пажа двора Медичи, одетого в слегка стилизованную под античную одежду. Донателло представил юношу полностью обнажённым. Микеланджело выбрал иное решение: он показал Давида перед схваткой. Он спокоен и сосредоточен, его брови грозно сдвинуты. Через левое плечо юноша перекинул пращу (ремень для метания камней), нижний конец которой подхватывает правой рукой. Свободная поза героя — классический пример контрапоста — подготавливает смертоносное движение.
Иконографические прототипы обнажённого Давида работы Микеланджело историки искусства искали в античности, сравнивали с изображением Геркулеса пизанского Баптистерия (Никколо Пизано, 1255—1260), с Диоскурами на Кампидольо (Капитолийской площади) и Монте-кавалло (Квиринальской площади) в Риме. Наиболее убедительное истолкование принадлежит Ш. де Тольнаю: Геркулес-Давид как олицетворение двух основных гражданских доблестей эпохи Возрождения: Гнева и Силы.
С самого начала флорентийцам стало ясно, что результат работы Микеланджело намного превзошёл ожидания и более не подходил для контрфорсов флорентийского Собора. Очевидно, республиканские власти сразу же уловили сильный политический символизм, поэтому скульптура и потребовала амбициозного места в центре политической жизни города: символическое значение скульптуры перевело образ Давида из религиозного контекста в гражданский. Трудно было придумать лучший «знак» для вновь восстановленной республики и её ценностей после периода тирании Медичи.
Пространную характеристику психологизма статуи приводит Е. И. Ротенберг:

Микеланджело продолжил здесь начатую в римской «Пьета» линию психологической трактовки, но психологизм «Давида» — особого, укрупнённого порядка, соответственно масштабу и характеру этого образа. В прекрасном лике юного героя, в его взгляде, которым он встречает противника, мы улавливаем ту грозную выразительность, которую современники считали неотъемлемым достоянием микеланджеловских творений. Не прибегая к сильной композиционной динамике, к сложному движению, мастер создал тип героя, исполненного смелости, мощи и готовности к действию.— 

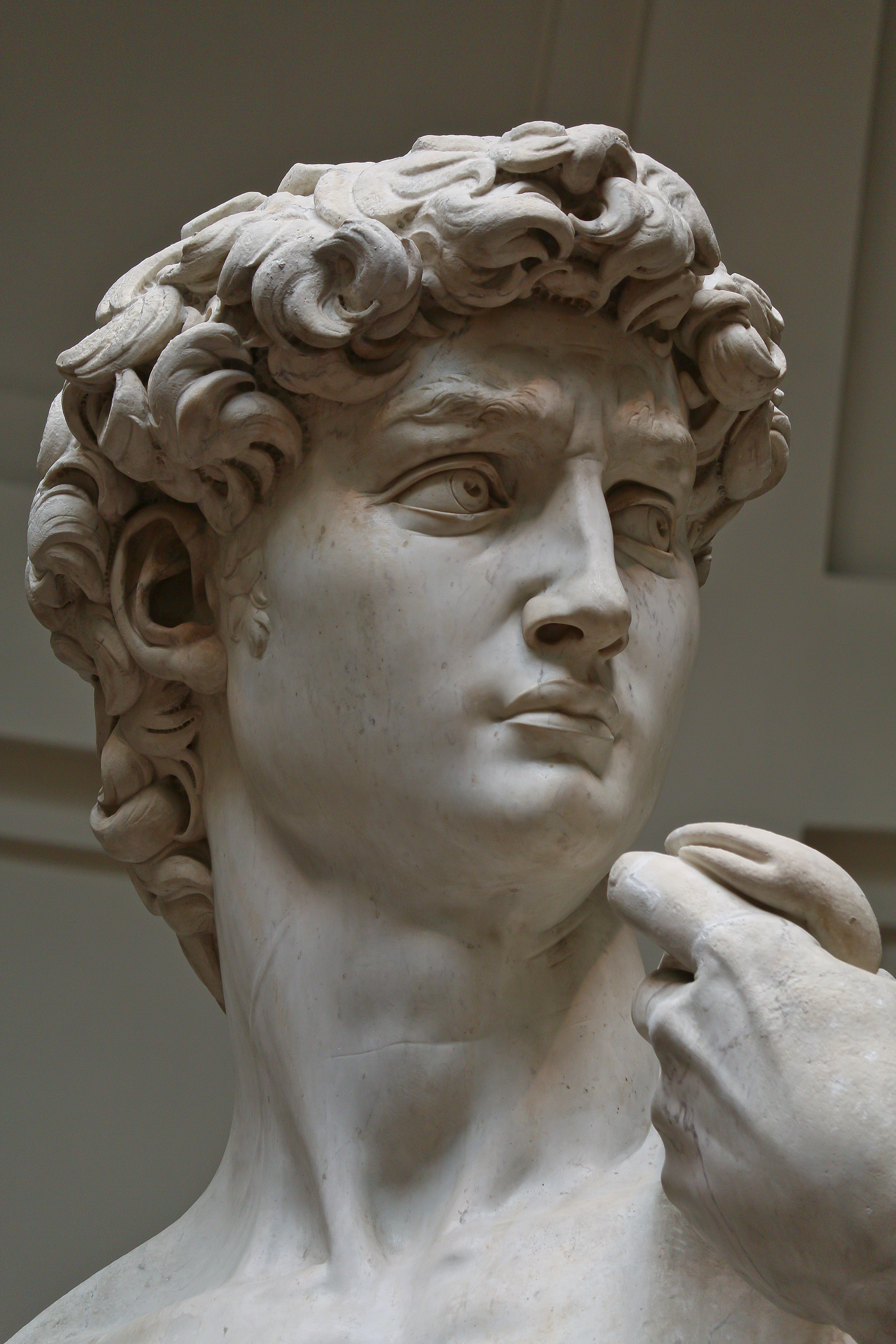
Голова Давида в трёхчетверном повороте
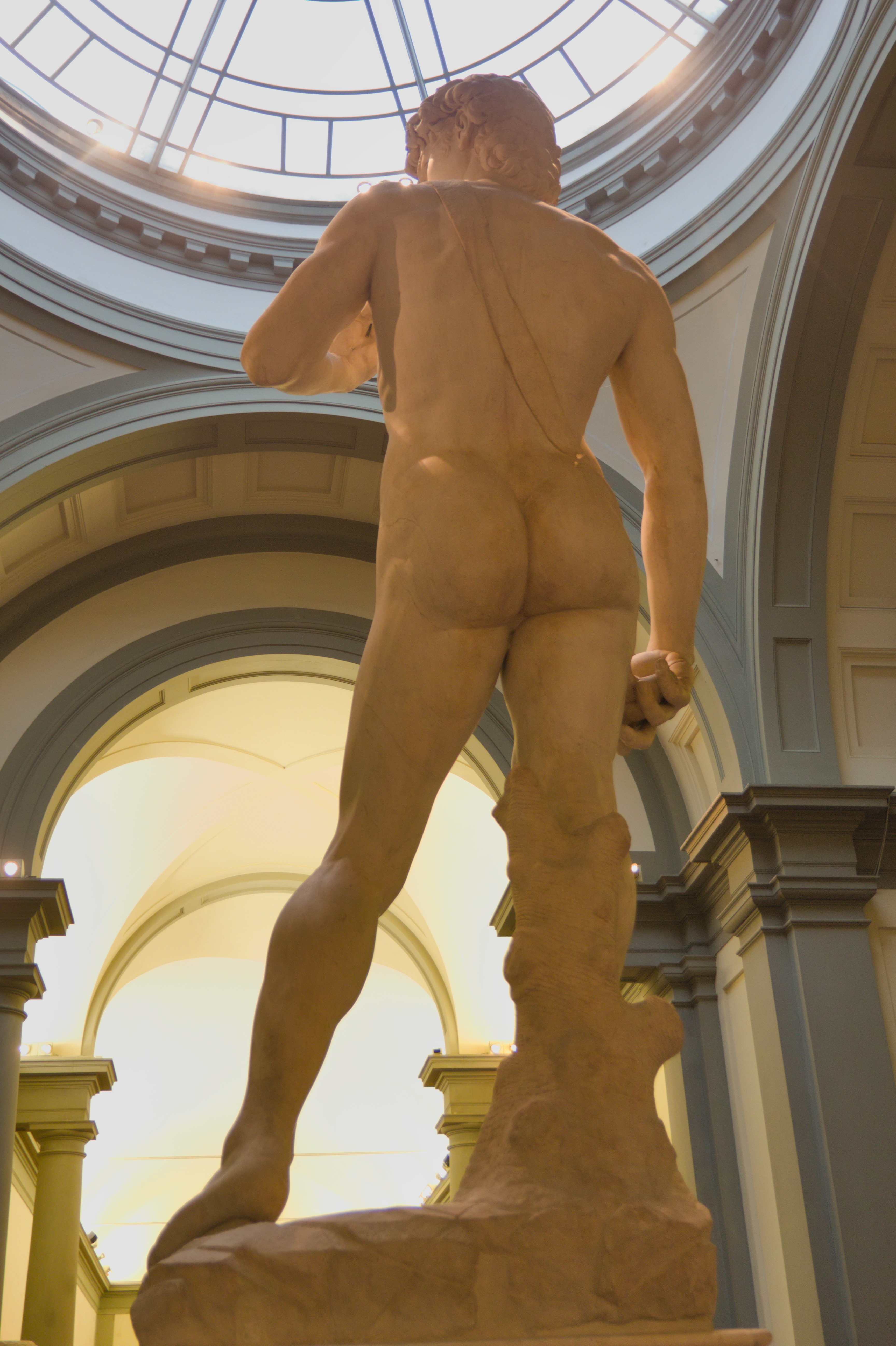
Фигура Давида со спины. Галерея Академии, Флоренция
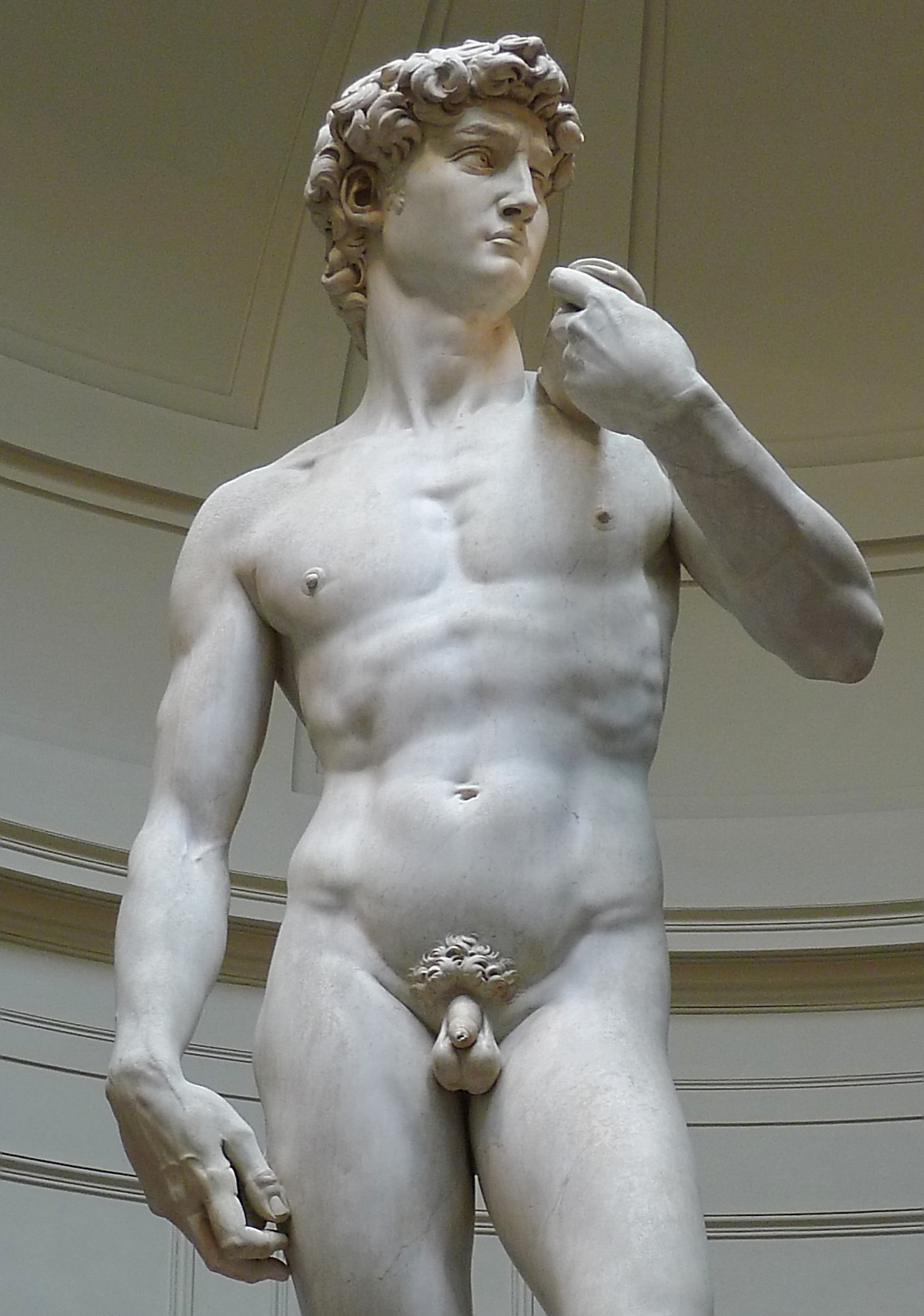
Давид. Деталь
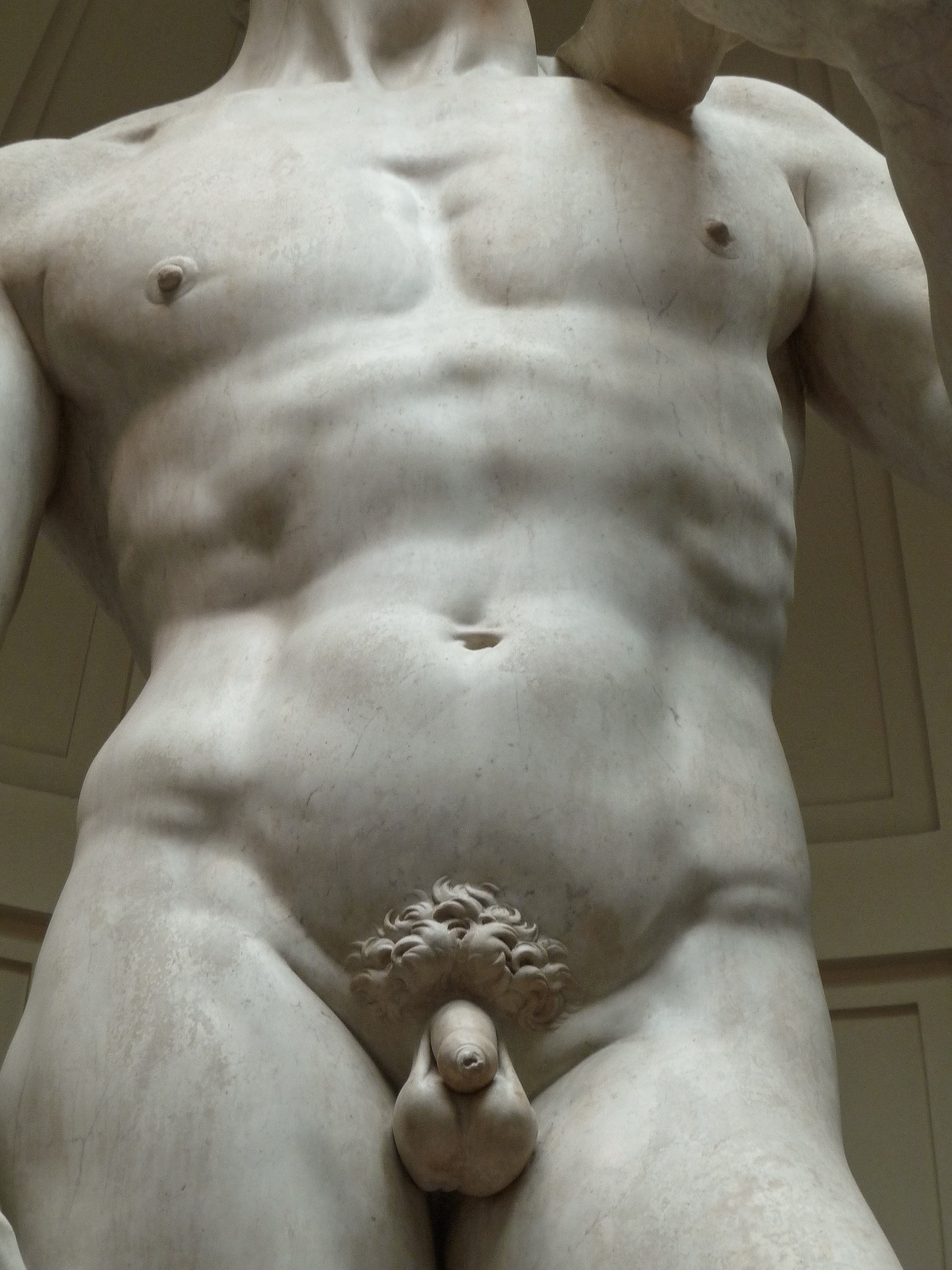
Торс статуи
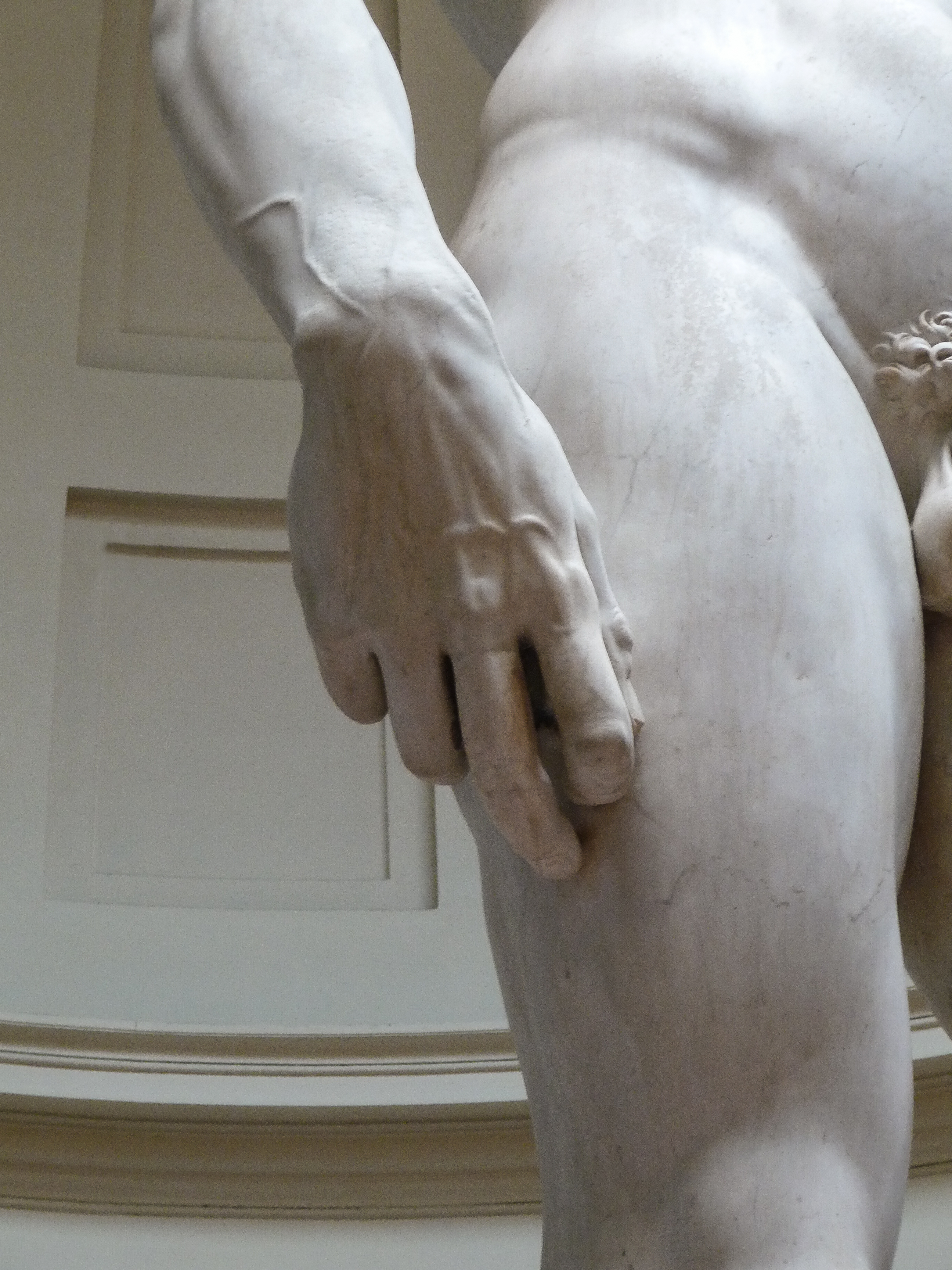
Деталь статуи. Кисть правой руки

## Дальнейшая история, значение памятника и его критика

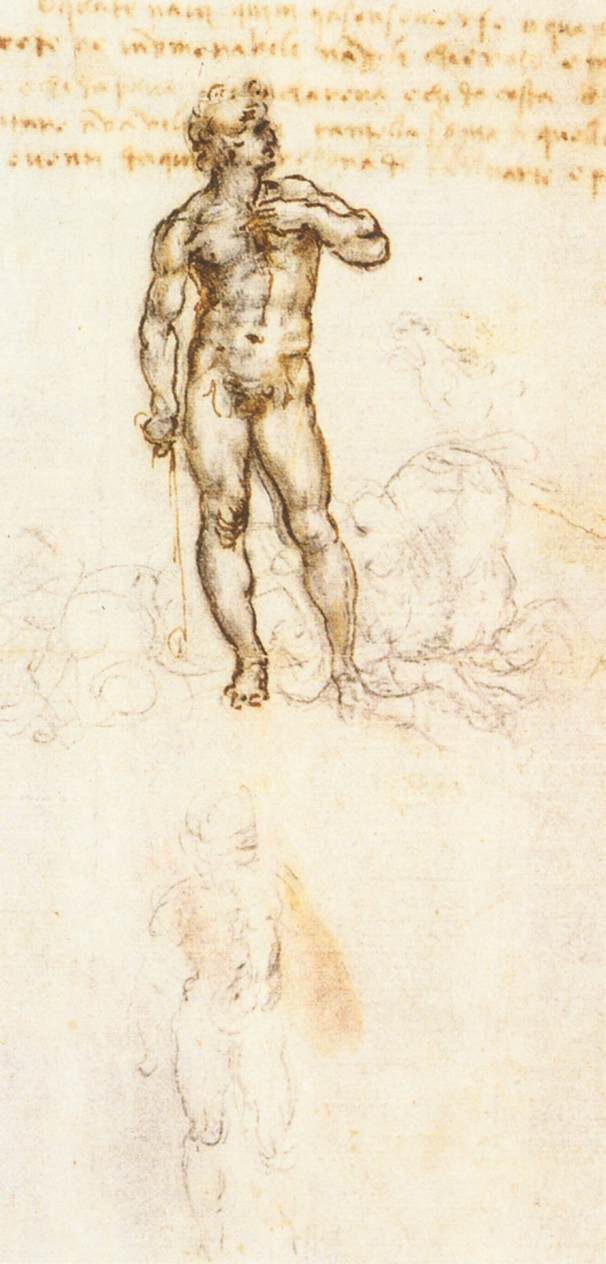
Леонардо да Винчи. Давид Микеланджело. 1505. Перо, чернила. Королевская библиотека, Виндзор

С момента своего рождения статуя Давида прославилась как произведение, способное в полной мере отразить эстетический идеал своего времени: героизм, гордость и свободолюбие человека эпохи Возрождения. Флорентийцы идентифицировали себя с гордым характером молодого героя, воплощённого в прекрасном теле, интерпретируя ветхозаветный персонаж в качестве выражения силы и мощи народа; для сторонников республики Давид стал символом победы демократии над тиранией.
Постановка фигуры с переносом тяжести тела на одну ногу, безусловно, восходит к античной классике, в частности, к «канону» Поликлета, однако натурализм в трактовке деталей противоречит античному принципу идеализации. Микеланджело демонстрирует великолепное знание пластической анатомии (хотя не боится её нарушать ради экспрессии и выразительности), но он непомерно увеличивает детали фигуры по отношению к целому, и это разрушает зрительную цельность — основу античного идеала прекрасного.
В последующие годы шедевр Микеланджело вызывал как восхищение, так и жёсткую критику. Очевидные изъяны пропорциональных отношений: слишком большая голова и кисть правой руки, «выпадающие» из силуэта, слишком длинная левая, отставленная нога, не только не соответствуют античному канону, а разрушают целостность скульптуры. По одной из версий столь очевидные промахи объясняются недостатком опыта молодого скульптора, по другой — ограниченностью размеров мраморного блока, к тому же испорченного предыдущей работой, по третьей — расчётом на то, что фигура предназначалась для размещения на большой высоте и воспринималась бы в сильном ракурсе, по четвёртой версии — дощатая загородка, сделанная скульптором, мешала отойти ему на значительное расстояние, чтобы сверять пропорции в процессе работы. Но более глубокие причины заключаются в ином. Микеланджело со смелостью гения поставил перед собой невыполнимую задачу: в идеализированной на античный манер обнажённой фигуре выразить внутренний порыв, духовное напряжение, чего избегали мудрые древние греки. Отсюда и нарушение гармонии.
Не случайно Генрих Вёльфлин отметил, что «Давид» Микеланджело является «заключительным актом флорентийского натурализма XV века», а постановка фигуры «поражает неуклюжестью». Далее Вёльфлин писал: 

«Давид вообще должен был являть собою тип прекрасного молодого победителя. Таков он у Донателло, изобразившего его сильным мальчиком, у Веррокьо он стал изящным и хрупким. Каков же идеал молодой красоты у Микеланджело? Это великаноподобный юноша в переходном возрасте, не мальчик, но и не взрослый мужчина, в том возрасте, когда тело вытягивается, когда все члены, громадные руки и ноги, бывают несоразмерны. Микеланджело неудержимо отдаётся здесь натурализму; он не останавливается перед последствиями и увеличивает неуклюжую модель до огромных размеров, к тому же придаёт ей жёсткое, неприятное, угловатое движение, а ноги устанавливает так неудачно, что между ними образуется уродливый треугольник… Фигура Давида изумительна каждой деталью, поражает упругостью тела, но, говоря откровенно, она безобразна… Замечательно, что Давид сделался самым популярным произведением Флоренции… Флорентийский народ умел ценить выразительную уродливость». 
Выдающийся австрийский историк искусства Макс Дворжак характеризовал это произведение сдержаннее, но не менее критично: 

 «В этом контрасте между телом и духом и заключается огромный пафос фигуры; этот контраст был незнаком античности и делал обоснованным мнение флорентийцев о том, что Микеланджело превзошёл древних… Избранное Микеланджело направление могло быть, следовательно, определено как индивидуалистический идеализм». 
Заложенный в статуе художественный конфликт телесной языческой красоты и духовного пафоса индивидуализма нового христианского искусства эпохи Возрождения стал причиной многих курьёзов и недоразумений. В 2004 году в ознаменование третьего тысячелетия со дня завоевания Давидом Иерусалима Флоренция предложила столице Израиля копию статуи работы Микеланджело. Это предложение вызвало протест со стороны ортодоксальных иудеев, которые посчитали обнажённую фигуру недостойной библейского героя, к тому же Давид в изображении скульптора не обрезан, что расходится с иудейской традицией. Следовательно он изображает не героя израильского народа, а итальянца XVI века, образ которого слишком близок идеалу античности и, следовательно, языческому эстетическому идеалу. В конце концов был достигнут компромисс: в Иерусалим отправили копию скульптуры одетого Давида работы Андреа дель Верроккьо.

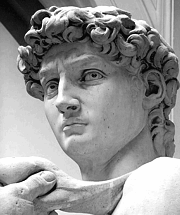
Голова «Давида». Деталь статуи

Статую Давида бесконечно тиражируют для туристов в различных размерах и материалах (состоятельные клиенты заказывают аутентичные копии в мраморе в натуральную величину, обеспечивая работой современных флорентийских скульпторов). Массовые модификации разрушают саму идею и художественный образ шедевра, превращая его в расхожий бренд массовой культуры, легко воспроизводимый на упаковках, одежде и иных аксессуарах.
Популярность скульптуры вызывает и серьёзные трудности. Гипсовые слепки статуи Давида стали не только привычной принадлежностью многих музеев, галерей, «двориков слепков», отелей и особняков, но и традиционным учебным пособием в художественных академиях, училищах и начальных школах. Отдельные детали головы Давида: слепки уха, носа, глаза замечательны своей пластической выразительностью и поэтому хороши в обучении рисунку начинающих. Но никому ещё не удавалось удовлетворительно нарисовать голову Давида целиком — настолько неклассичны и дисгармоничны в этом шедевре отношения деталей и целого.

## Копии скульптуры

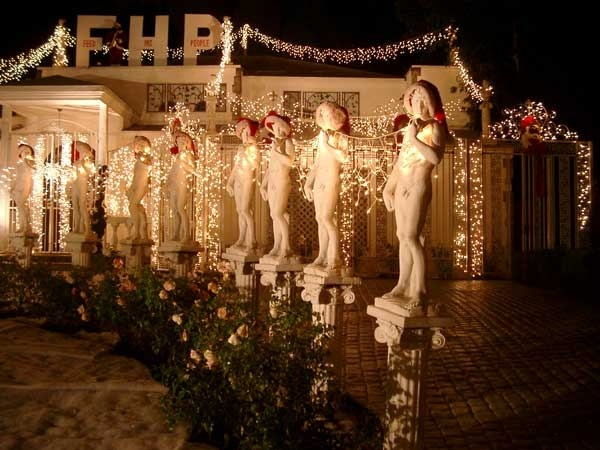
Злоупотребление образом «Давида» в современной культуре является признаком китча

Едва ли в мире найдётся статуя, которая может сравниться с «Давидом» по количеству копий и слепков. Наиболее известные копии установлены:
- на площади Синьории (Флоренция);
- на Пьяццале Микеланджело (Флоренция);
- в Итальянском дворике Пушкинского музея (Москва);
- в Итальянском зале Академии художеств (Санкт-Петербург);
- в музее Виктории и Альберта (Лондон) — гипсовая копия, известная тем, что на случай визитов королевы была снабжена съёмным фиговым листочком.